# Tethya stellagrandis
Tethya stellagrandis är en svampdjursart som först beskrevs av Arthur Dendy 1916.  Tethya stellagrandis ingår i släktet Tethya och familjen Tethyidae.
Artens utbredningsområde är Seychellerna. Inga underarter finns listade i Catalogue of Life.